# Volley 2000 Spezzano
La Volley 2000 Spezzano è stata una società pallavolistica femminile di Spezzano, frazione di Fiorano Modenese.

## Storia della società
Sorto nel 1982 da Marco Ruggi (allenatore), Maurizio Marinelli (direttore sportivo), Stefano Lione e Angelo Pignatti (dirigenti), il piccolo club della provincia di Modena raggiunse in pochi anni la Serie A2 e nel 1988-89 festeggiò la prima promozione in A1, campionato nel quale militò tre stagioni consecutive prendendo parte per due volte ai play-off scudetto. Dopo la retrocessione del 1992 riuscì a risollevare le sue sorti nel 1996-97, anno in cui fece ritorno in massima serie. L'anno successivo spostò il proprio campo da gioco a Rubiera, ottenne il quinto posto in classifica e si spinse fino alle semifinali dei play-off scudetto. Dopo altre due retrocessioni e due nuovi ritorni in A1 (2000-01 e 2002-03) il club conobbe il declino: nel 2003 la società fu trasferita a Sassuolo, si qualificò ai play-off e cedette il titolo a un'altra squadra sassolese, la Pallavolo San Giorgio. Nel corso della sua storia di squadra di massima categoria, il club legò il suo nome a diverse industrie per ragioni di sponsor (Paracarioca, Cemar Ceramiche, Johnson Matthey) e giocò su vari campi, tra i quali i palasport di Rubiera e di Sassuolo.